# Туи, Меган
Меган Туи (англ. Megan Twohey; род. XX век, Эванстон, Иллинойс) — американская журналистка, сотрудница The New York Times.

## Биография
Родилась в Вашингтоне. Её родители работали в медиа: мать Мэри Джейн Туи (Mary Jane Twohey) — продюсером телевизионных новостей, отец Джон Туи (John Twohey) — редактором Chicago Tribune.
Выросла в Эванстоне в штате Иллинойс. В 1994 окончила среднюю школу Эванстон Тауншип (ETHS), затем Джорджтаунский университет в Вашингтоне, где в 1998 году получила степень бакалавра по американистике.
Во время учёбы в средней школе посещала курс «Введение в журналистику» и написала несколько статей для школьной газеты The Evanstonian. Во время учёбы в университете стажировалась в ночной новостной программе Nightline на телеканале ABC News.
В 2008 году присоединилась к Chicago Tribune и занялась расследованием дел о насильственных действиях сексуального характера. В 2009 году она опубликовала статью о большом количестве непроверенных наборов для сбора улик после изнасилования (rape kit) в полицейских управлениях Большого Чикаго. В следующем году штат Иллинойс стал первым штатом, который потребовал, чтобы все наборы для сбора улик были проверены, и многие штаты последовали этому примеру.
В 2010 и 2011 годах Туи провела расследование и написала серию статей о врачах, совершавших сексуальное насилие в Чикаго. В ходе своей работы Туи обнаружила не только масштабные злоупотребления, совершенные многими врачами, но и несостоятельность правоохранительных органов и Департамента финансового и профессионального регулирования Иллинойса.
В 2013 году опубликовала расследование для Reuters о подпольном рынке, используемом приёмными родителями, которые подыскивают новую семью для своих усыновленных детей. За это расследование в 2014 году Туи была финалисткой Пулитцеровской премии за выдающееся расследование.
Проводила расследования для Milwaukee Journal Sentinel.
В 2016 году присоединилась к The New York Times. В 2017 году совместно с коллегой, Джоди Кантор, опубликовала статью о Харви Вайнштейне, в которой подробно описывались десятки случаев сексуального насилия. Это привело к увольнению Вайнштейна и помогло успеху движения #MeToo. В 2018 году The New York Times за работу под руководством Джоди Кантор и Меган Туи была удостоена Пулитцеровской премии за служение обществу, Кантор и Туи получили премию Джорджа Полка и были включены в список 100 самых влиятельных людей года по версии журнала Time. Впоследствии они опубликовали книгу «Её правда» о расследовании дела Вайнштейна.
В фильме «Её правда» (2022) Туи сыграла Кэри Маллиган.